# Нікола Стоянов
Нікола Стоя́нов Мітов (болг. Никола Стоя́нов Митов; 3 лютого 1874, Дойран — 12 червня 1967, Софія) — болгарський економіст, фінансист, математик, астроном та політичний діяч. Очолював Головне управління державного боргу Болгарії. Головний секретар міністерства фінінсів Болгарії (19З5—1936). З 1929 по 1944 рік головний редактор Журналу Болгарського економічного товариства. Президент Македонського наукового інституту (1938—1945). Автор численних статей та публікацій на тему фінансів, економіки, банківської справи, математики та астрономії.

## Біографія

### Ранні роки

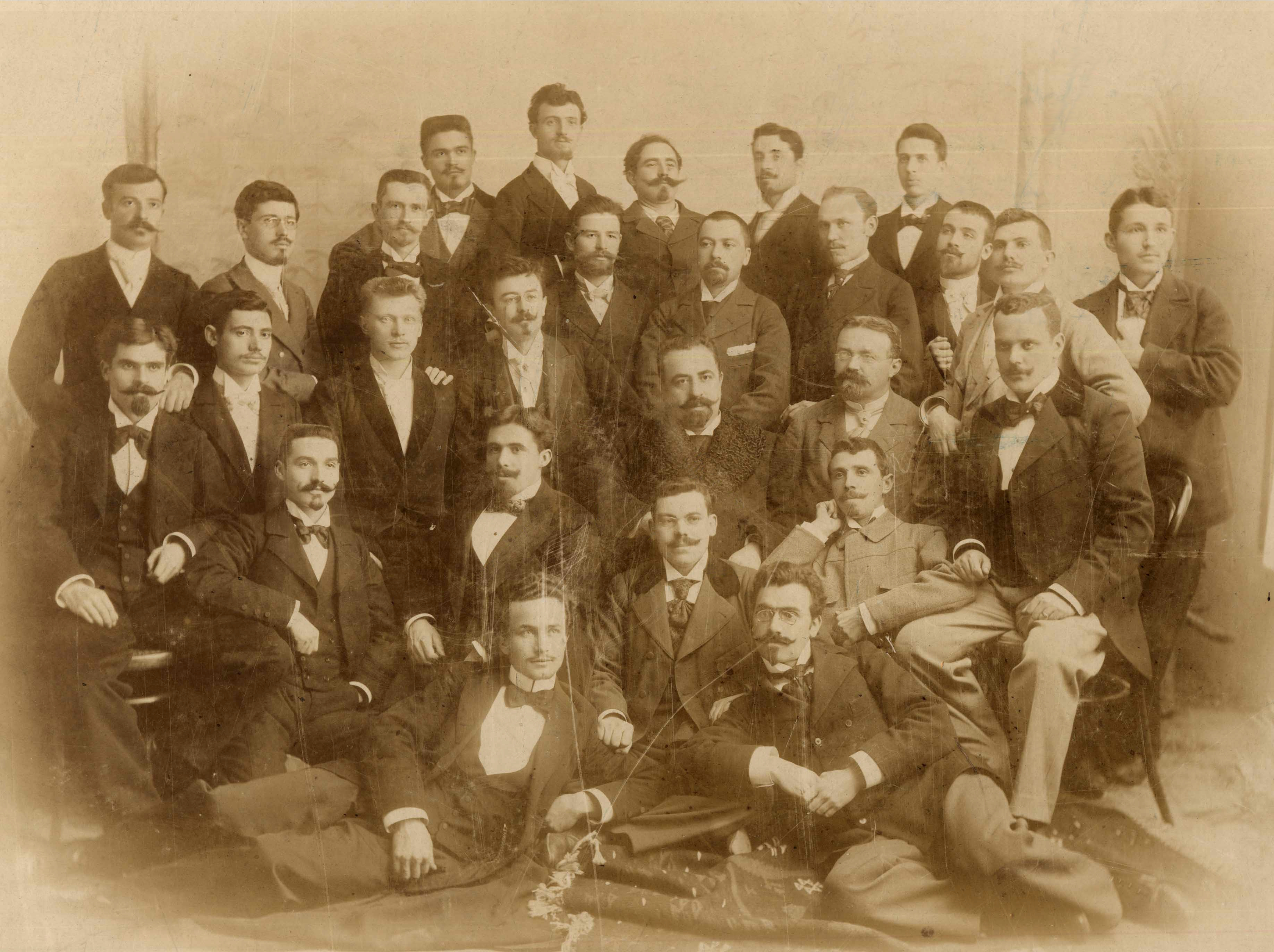
Пловдивське товариство " Герой " у 1897 році. Стоянов сидить у другому ряду, другий

Нікола Стоянов народився 3 лютого 1874 року у місті Дойран, сьогодні частина Північної Македонії. Його батько Стоян Мітов певний період мером міста. Оскільки Дойран залишався за межами визволеної Болгарії у 1880 р. Його сім'я переїхала до Софії.
У 1892 році Нікола Стоянов закінчив гімназію у Софії. Він хотів вивчати інженерію за кордоном, але отримав державну стипендію для навчання у вищій школі (нині Софійський університет «Святий Климент Охридський»), де він вступив на фізико-математичний факультет. У 1895 році він закінчив школу і почав працювати вчителем спочатку у середній школі у Видину, а потім у Першій софійській середній школі для чоловіків.

### Наукова кар'єра

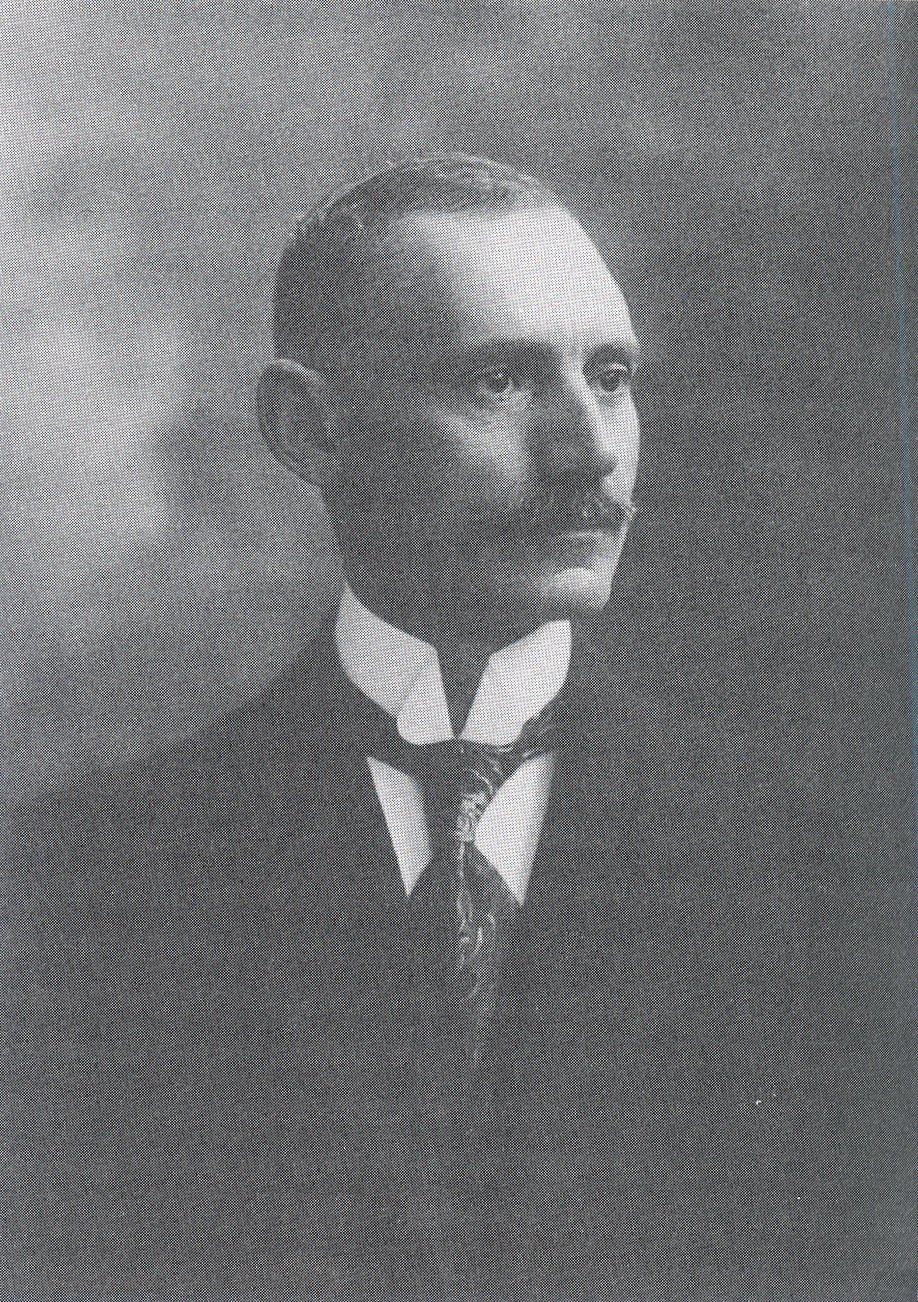
Генуя, травень 1922 року

Будучи студентом, Стоянов зацікавився астрономією і в 1898 р. став одним із засновників Болгарського фізико-математичного товариства.
У 1899 році, зі своїми особистими заощадженнями та позикою у 1,5 тисячі левів від Болгарського національного банку, він поїхав навчатися в Тулузький університет. у 1903 р. Закінчив ліцензіат математичних наук і став доцентом математики у Вищій школі Софії. Через рік він продовжив спеціалізацію з математичної фізики в Університеті Геттінгена, яка тривала до 1906 року. У 1906—1907 рр. він знову був викладачем середньої школи, після чого був призначений доцентом астрономії Софійського університету під час університетської кризи в 1907—1908 рр., коли після протестів студентів під час відкриття Національного театру князем Фердинандом I уряд Димитра Петкова закрив університет протягом шести місяців, звільнили професорів і обмежувало академічну автономію. У той же період він спеціалізувався в астрономічній обсерваторії в Марселі.
У 1908 році з невідомих причин Нікола Стоянов закінчив наукову кар'єру в галузі астрономії та почав працювати в Болгарському народному банку. Однак він продовжував цікавитись астрономією і в наступні десятиліття публікував наукові, а також науково-популярні статті: «Комети або хвостаті зірки», «Поширення плоскої світлової хвилі», «Про ремонт кометних орбіт». Він є автором першої сучасної астрономічної праці, написаної болгарином та надрукованої за кордоном (Тулуза, Франція). З 1920 по 1926 рр. був доцентом астрономії Софійського університету, але не обіймав цю посаду через роботу в Міністерстві фінансів.
Протягом усього свого життя Микола Стоянов активно розвивав справу македонських болгар. Брав участь у діяльності стипендії Дойран у Софії та прдставляв братство Дойран у другому засіданні під час Установчих зборів Союзу македонських емігрантських організацій, що проходили в Софії з 22 по 25 листопада 1918 р, і був обраний секретарем виконавчого комітету Союзу.

### У банківському секторі

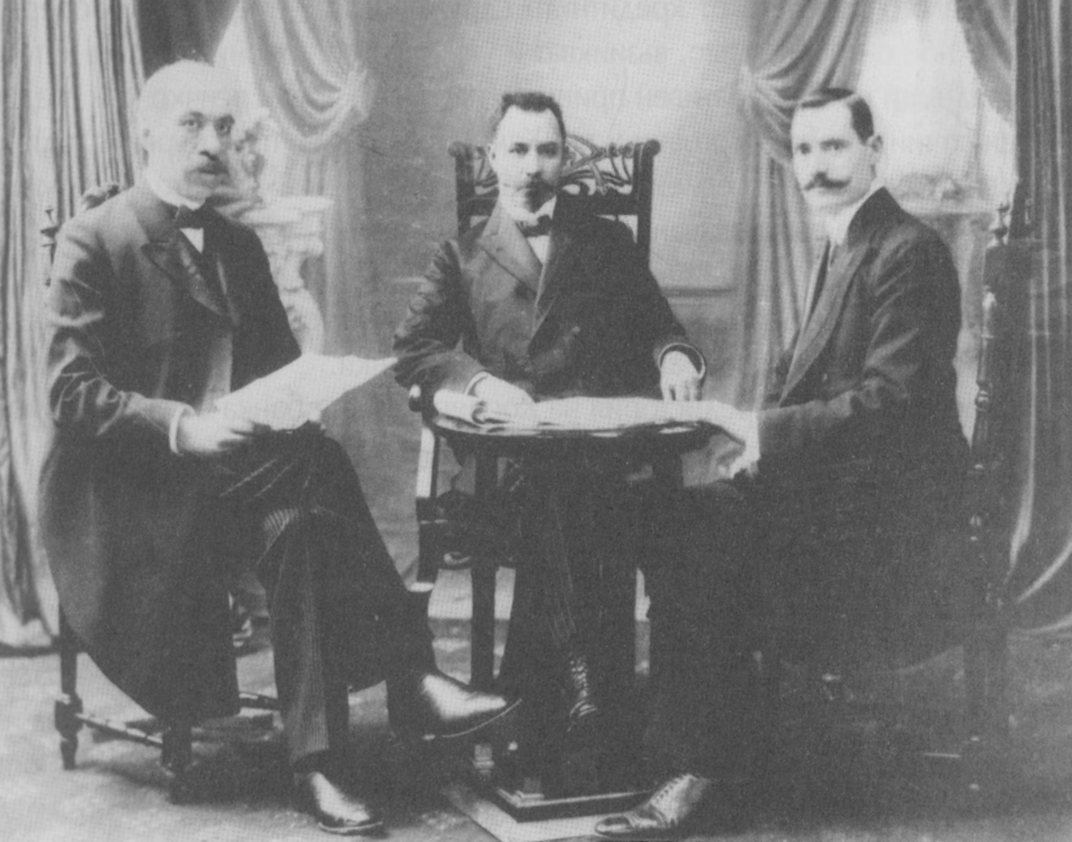
У першій правлінні Болгарського центрального кооперативного банку, 1911 (Н. Стоянов крайній справа)

У 1908 році Нікола Стоянов очолив нещодавно створений Департамент фінансових досліджень Болгарського національного банку. У наступні місяці він багато читав у різних публікаціях в галузі економіки, фінансів та статистики, включаючи праці тодішніх авторитетних та провідних економістів Вільфредо Парето та Клемента Юглара. Головний інтерес проявляв у таких сферах, як циклічність зовнішньоторговельного балансу Болгарії, процентні ставки за зовнішніми позиками та збитки Болгарської державної залізниці. У 1910 році він опублікував свою першу статтю в Журналі Болгарського економічного товариства, присвячену зовнішньому боргу.
У 1911 році Стоянов поїхав у відрядження до Німеччині, щоб дізнатись про використання там сільськогосподарського страхування. Після повернення він підготував звіт, який пізніше був використаний при розробці Закону про страхування. Він пішов працювати в раніше створений Болгарський центральний кооперативний банк, де був адміністратором страхового відділу та членом його першого правління. У наступні роки він опублікував численні публікації в галузі страхування. Через здобутий значний професійний авторитет в 1919 р. обговорювалася можливість його кандидатури на пост директора Болгарського центрального кооперативного банку. Він не обійняв посаду, але пізніше очолив Управління державного боргу в Міністерстві фінансів.

### Директор Управління державного боргу

#### Переговори щодо репараційних зобов'язань

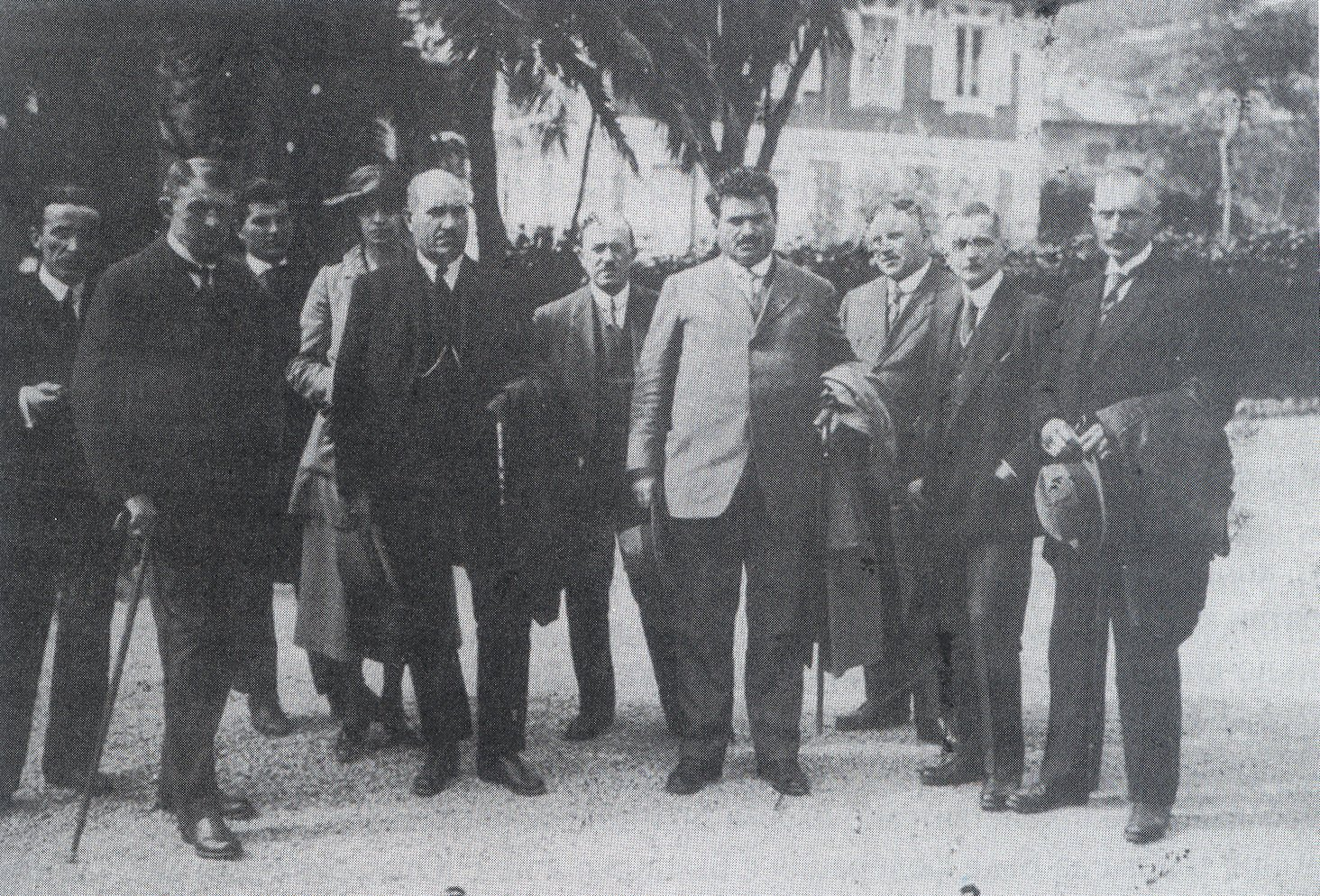
З болгарською делегацією на конференції в Генуї в 1922 році (Н. Стоянов крайній справа)

На конгресі, щодо македонської еміграції в Болграю, що відбулися з 22 по 25 листопада 1918 р. у Софії, він був обраний членом-радником виконавчого комітету Союзу македонських емігрантських організацій. Комітет направив у лютому 1919 р. на Паризьку мирну конференцію мемуари з проханням приєднати Македонію до Болгарії або, якщо ж це було неможливо, то Незалежну Македонію під егідою «Великих держав».
У квітні 1919 року Нікола Стоянов був призначений директором Управління державного боргу і пробув на цій посаді 20 років (з невеликою перервою між травнем 1934 і квітнем 1935). Через тижні після призначення він виїхав до Парижа у складі болгарської делегації при укладенні Ньойського договору.

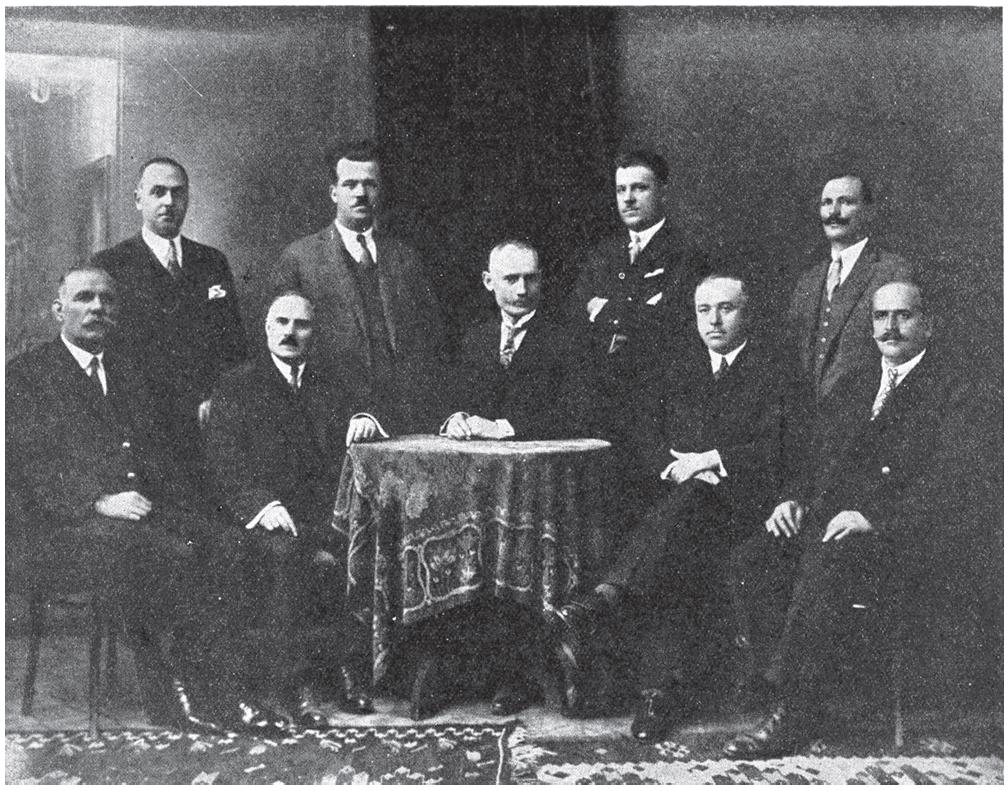
Македонський кооперативний банк (Н. Стоянов у центрі)

Після підписання Ньойського договору Стоянов також був призначений помічником комісара з питань репарацій. Хоча офіційним уповноваженим був міністр внутрішніх справ Райко Даскалов, як фінансовий експерт Нікола Стоянов залишався провідною фігурою на переговорах. Він швидко спровокував негативне сприйняття Міжсоюзна контрольної комісії (тимчасовий орган, щодо Ньойського договору), де представник Франції описав його як національного «екстреміста», що демонструє «яскраво виражену ксенофобію, іноді навіть злий умисел».
У січні 1923 р. під тиском МКК Райко Даскалов був усунутий з посади уповноваженого з питань репарацій, а Нікола Стоянов став виконуючим обов'язки, але французькі представники продовжували наполягати на зміні переговорів. Тоді ж була опублікована стаття «Фінансове становище Болгарії та болгарський репараційний борг», в якій Стоянов дав вкрай песимістичну оцінку платоспроможності країни. Це суперечило позиціям уряду Олександра Стамболійського, який на той час готував компромісну угоду про репарації. Нікола Стоянов не був призначений титулярним комісаром, але йому було доручено керівництво болгарськими експертами на переговорах з МКК, що призвело до врегулювання графіка репарацій за протоколом від 21 березня 1923 р. Після перевороту 9 червня цей пост займає новий міністр закордонних справ Христо Калфов, а Стоянов залишається його заступником.
У жовтні 1924 р. Стоянов знову вступив у конфлікт з МКК за подібних обставин — його публікації аргументували неможливість виплати репарацій. 18 січня 1926 року, після формування уряду Андрія Ляпчева, Нікола Стоянов був остаточно відсторонений від переговорів про репараційний борг.

#### Переговори про облігаційні позики

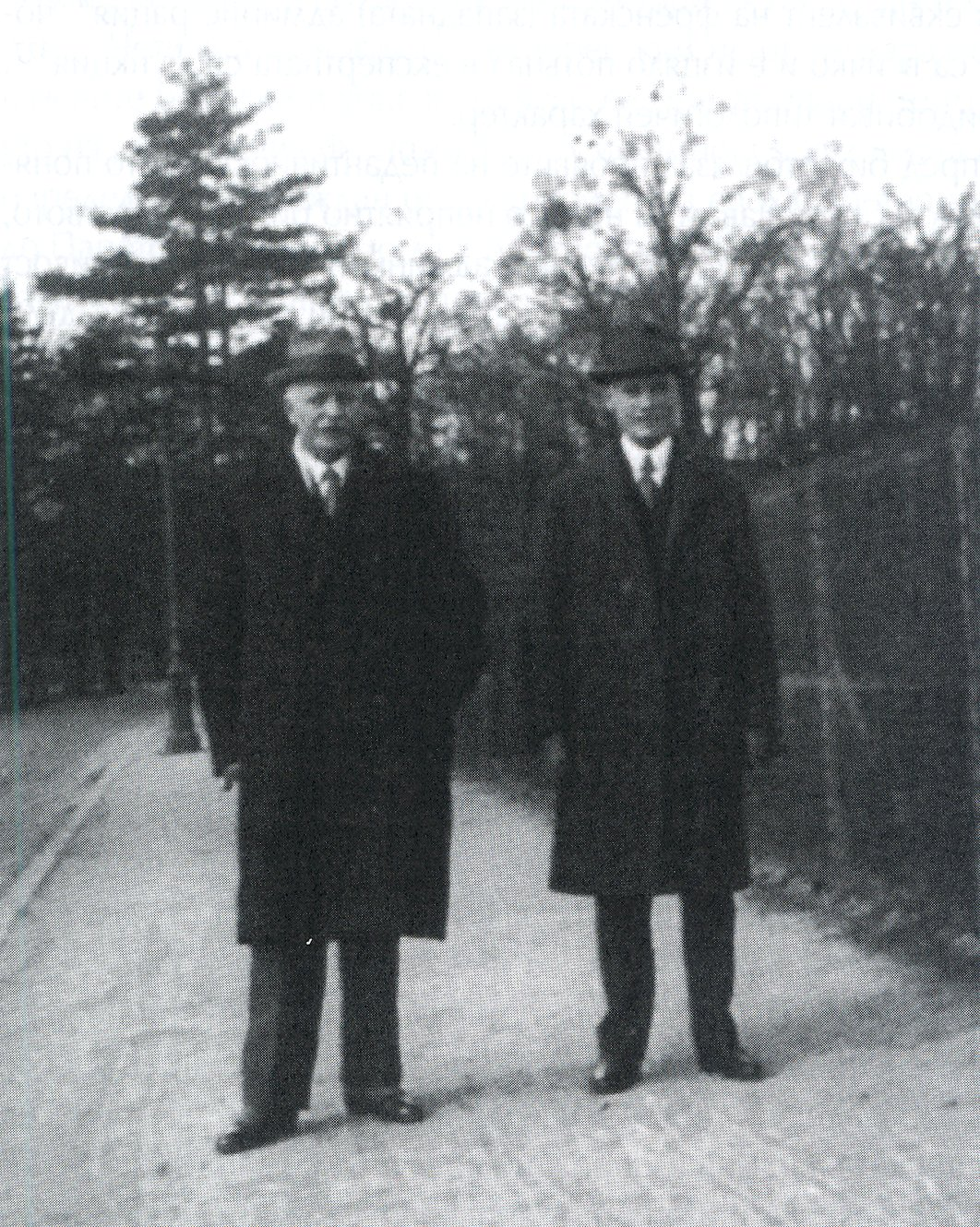
З Ніколою Мушановим під час візиту до Лондона для переговорів про зовнішній борг, 1933 рік

На відміну від агресивної та емоційної поведінки у зв'язку з репараціями, які протягом усього свого життя він вважав несправедливими та неприйнятними, Нікола Стоянов вів повністю професійно складні переговори про довоєнні позики Болгарії та Позику на біженців і стабілізацію, укладені в 20-х роках ХХ століття. Та вів жваве листування і часто зустрічався з багатьма представниками європейських фінансових кіл, завоювавши серед них значну репутацію.
Більшу частину часу між 1919 та 1939 роками, коли Стоянов очолював Управління державного боргу, Болгарія не сплачувала свої борги і проводила безперервні переговори про перенесення та зменшення боргу зі своїми кредиторами. Основна частина довоєнних боргів припала на французьких інвесторів, пов'язаних з найбільшим французьким банком BNP Paribas. Відносини з німецьким банком Disconto-Gesellschaft, ще більше ускладнювалися мирними договорами, накладеними на Болгарію та Німеччину після Першої світової війни. Після укладення Біжанської позики в 1926 р., до переговорів були залучені нові контрагенти -— британський банк Schroders та Фінансовий комітет Ліги Націй. Після певної стабілізації в середині 20-х років у 1932 р. країна була змушена оголосити мораторій на виплати зовнішнього боргу, що поклало початок новим болісним переговорам, щодо врегулювання відносин з кредиторами.
Після перевороту 19 травня 1934 року Ніколу Стоянова ненадовго було усунено з посади в Управлінні державного боргу та з переговорів про зовнішній борг. Цей епізод закінчується через кілька місяців. Новий уряд поклав керівництво на переговорах до міністра фінансів Петра Тодорова. У грудні 1934 року він поїхав до Лондона на переговори з кредиторами, які описали його поведінку як розгублену та некомпетентну. Після того, як Тодоров пішов на невиправдано великі поступки, у наступному раунді переговорів на початку 1935 року Нікола Стоянов знову був включений до складу делегації і повернувся на попередню посаду.

#### Інші державні та громадські посади

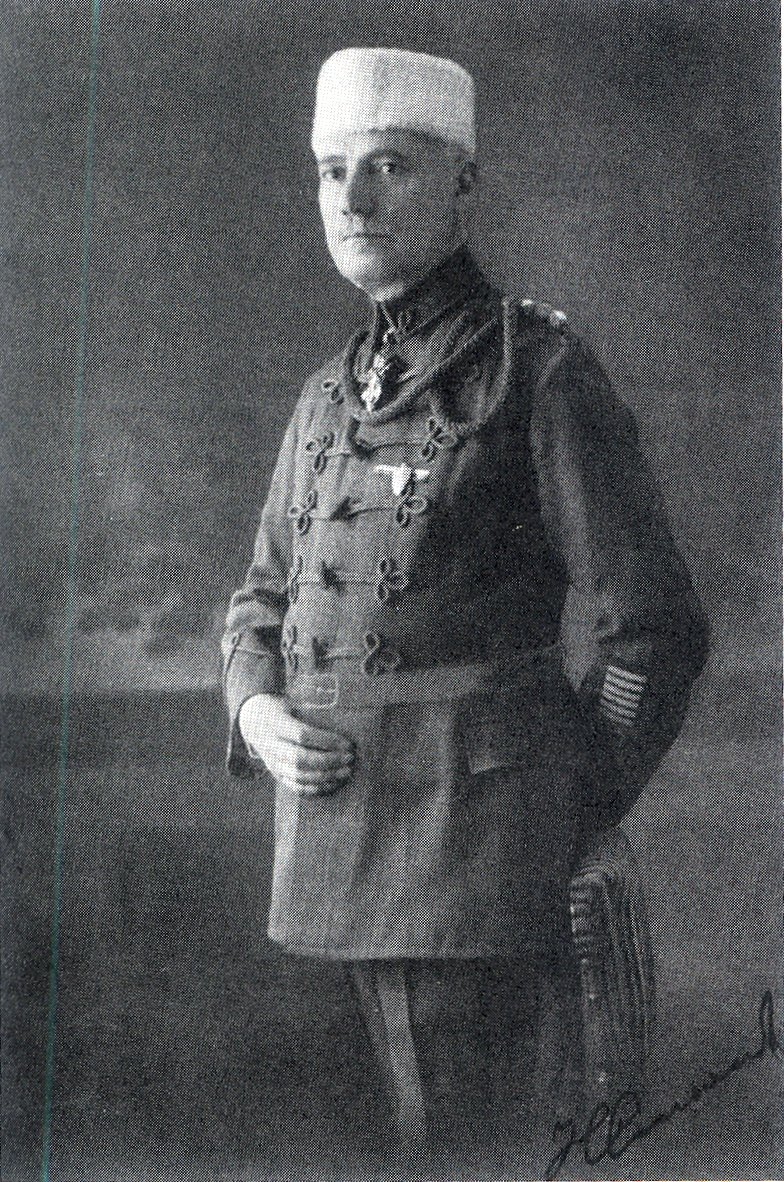
Стоянов у формі голови Спілки «Герой»

Будучи директором державних боргів, Стоянов протягом різних періодів обіймав різні державні посади: представник держави в управлінні Софійською фондовою біржею, член Комісії з регулювання страхування, фонду погашення та державної лотереї, комітет з будівництва Рильського водопроводу. У період з 1935 по 1936 рік він був генеральним секретарем Міністерства фінансів.
У цей період Нікола Стоянов був одним з активних членів Болгарське економічне товариство та Статистичного інституту бізнес-опитувань. У період з 1929 по 1944 рік він був головним редактором журналу Болгарського економічного товариства.

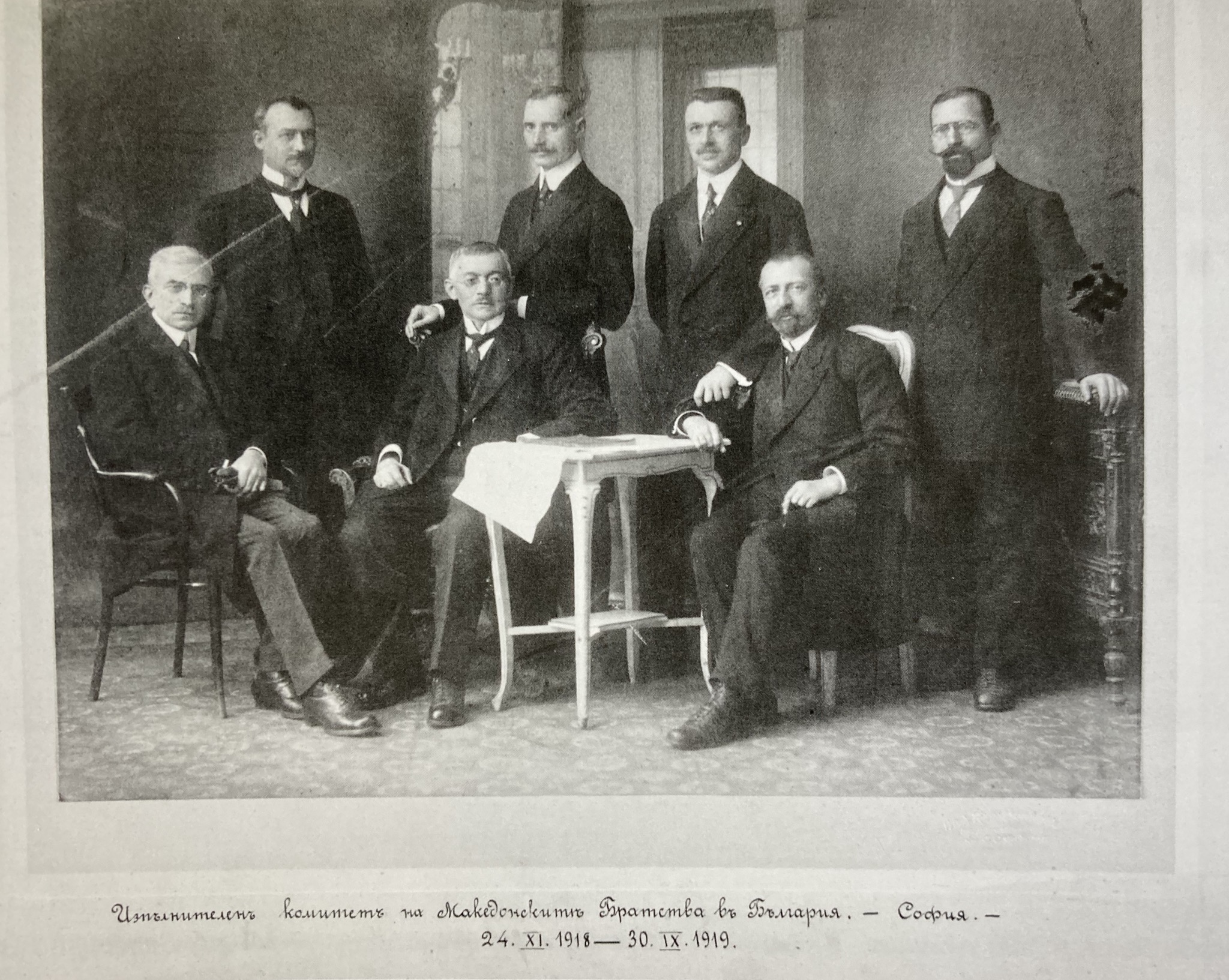
Виконавчий комітет братств Македонії в Болгарії. Стоянов другий у другому ряду. На фото також Любомир Мілетич, 30 вересня 1919 року.

У 1925 році Стоянов очолив правління новоствореного Македонського кооперативного банку. У 1923 році він був одним із співзасновників Македонського наукового інституту, а 23 січня 1938 року, після смерті академіка Любомира Мілетича, він обійняв посаду голови інституту. Після вбивства Александара Протоґерова в 1928 році Нікола Стоянов підтримав михайловистське крило Внутрішньої македонської революційної організації. Андрій Ляпчев, один із найвідоміших македонців у Софії, призначив Ніколу Стоянова виконавцем його заповіту. Незабаром, після початку Другої світової війни, Стоянов, як голова Македонського Наукового Інституту, підписав Декларацію емігрантських організацій Македонії, яка змінила мету емігрантської частини визвольного руху Македонії від автономії для Македонії та Одріну та Незалежної Македонії в цілому до приєднання Македонії до Болгарії. У 1941 році, будучи головою Дойранського братства, він підписав Заклик про приєднання Вардарської Македонії до Болгарії.
Стоянов також брав участь у різних громадських організаціях. Він був членом керівництва Союзу героїв, Союзу періодичних видань, Ротарі Клубу та інших. Тривалий час він був головою Софійського відділення Альянсу Франсез, за що в 1935 році став офіцером Почесного легіону, а в 1948 році отримав черговий ступінь ордена.

### В останні роки

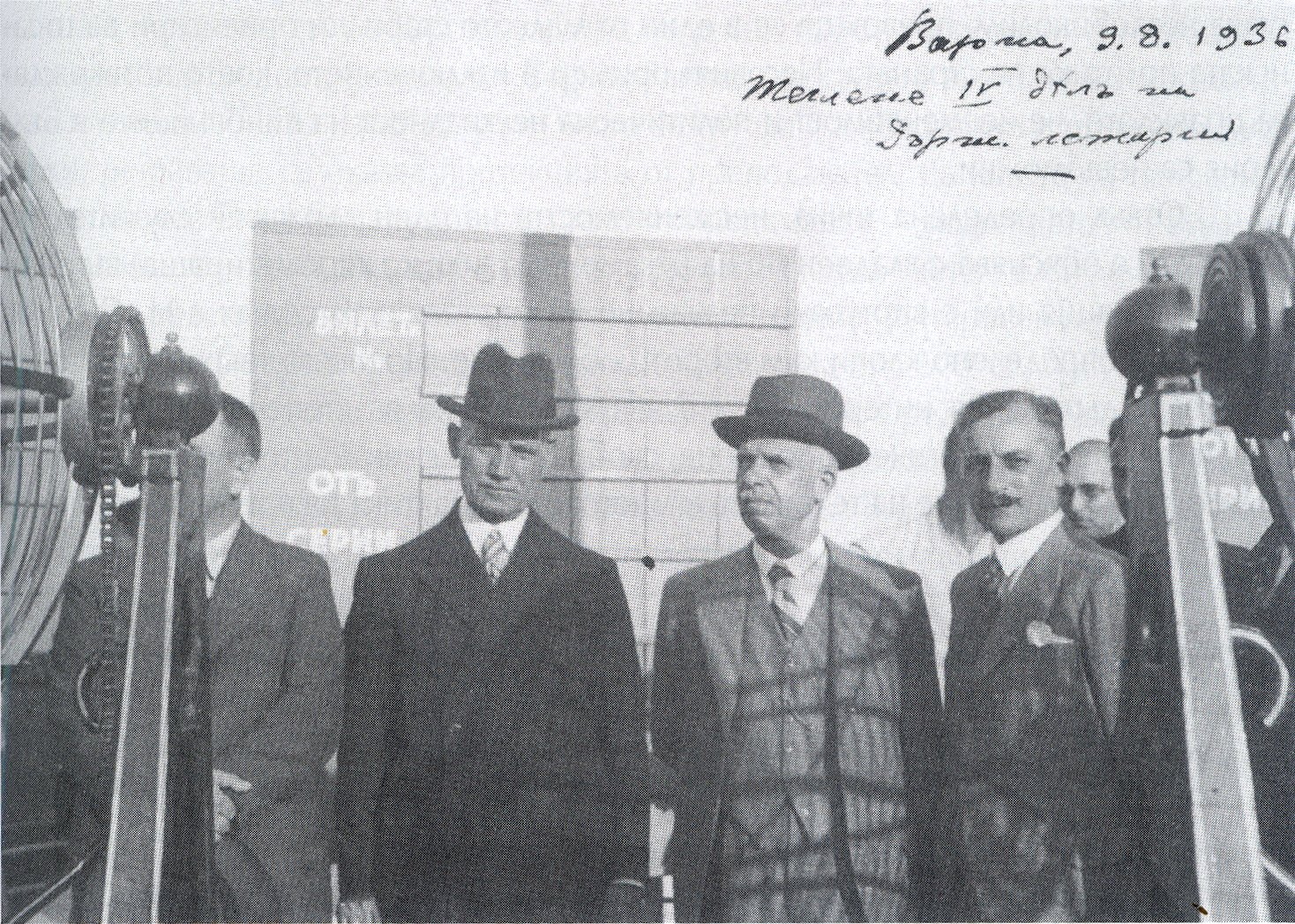
Стоянов у комісії з розіграшу Державної лотереї

Микола Стоянов вийшов на пенсію 1 червня 1939 року у віці 65 років. 17 січня 1945 року, після перевороту 9 вересня, за наказом Міністерства внутрішніх справ він був усунутий від керівництва Македонським науковим інститутом. Був заарештований і ув'язнений 18 лютого в Домі для сліпих, який використовувався комуністичною владою як пункт розподілу політичних в'язнів, і пробув там принаймні до кінця листопада того ж року.
Протягом своєї тривалої кар'єри в державному управлінні Микола Стоянов намагався продемонструвати політичний нейтралітет, хоча за деякі його можна було судити про його симпатію до Болгарського землеробського народного союзу (БЗНС). Після звільнення з в'язниці наприкінці 1945 року він публічно продемонстрував підтримку опозиційного Аграрного союзу, хоча і критикував його лідера Ніколу Петкова за його проюгославські заяви.
За кілька місяців до остаточного введення тоталітарного режиму в Болгарії Нікола Стоянов співпрацював із журналом, який був створений Інститутом економічної раціоналізації. На початку 1947 р. він зробив детальне порівняння умов Ньойського договору 1919 р. і Паризького договору, що готувався на той час, різко критикуючи «кримінальний та несправедливий репараційний збір». Його аналіз був опублікований у Журналі Болгарського економічного товариства. Він також опублікував статтю про це у провідної опозиційній газеті «Народноземельське знамя», в якій критикував дії влади на переговорах і навіть закликав переглянути угоду.
Помер Нікола Стоянов в 1967 році в Софії.

## Публікації
- Стоянов, Н. (1923). Финансовото положение на България и българският репарационен дълг. София.
- Стоянов, Н. (1933). Репарации и междусъюзни дългове. София.